# Daylight (canção de Taylor Swift)
"Daylight" é uma canção da cantora e compositora norte-americana Taylor Swift, gravada para seu sétimo álbum de estúdio Lover (2019), lançado em 23 de agosto de 2019 através da Republic Records. A faixa foi escrita exclusivamente por Swift e produzida pela mesma em conjunto com Jack Antonoff. "Daylight" é uma canção derivada dos gêneros power pop, synthpop e dream pop, caracterizada pelo uso de sintetizadores densos e atmosféricos e linhas de piano delicadas. Em seu conteúdo lírico, "Daylight" reflete uma jornada pessoal de autoconhecimento e transformação emocional, sugerindo uma transição de um período de escuridão e dor para um estado de clareza e aceitação, simbolizado pela luz do dia. A artista usa metáforas relacionadas à luz e à escuridão para descrever sua evolução emocional e a mudança na sua percepção do amor.
"Daylight" recebeu críticas positivas da mídia especializada, que elogiaram sua produção e seu lirismo. Swift performou a canção no concerto City of Lover no teatro Olympia, Paris, em setembro de 2019, e lançado nas plataformas digitais em 18 de maio de 2020. Em 24 de junho de 2023, Swift cantou "Daylight" como uma "música surpresa" no concerto de Minneapolis, Minnesota, durante sua sexta turnê em progressão The Eras Tour (2023–2024).

## Antecedentes
Swift lançou seu sétimo álbum de estúdio Lover em 23 de agosto de 2019. A artista concebeu Lover a partir de um "lugar aberto, livre, romântico e caprichoso" de seu íntimo; ela acrescentou que o álbum parecia-lhe  "esteticamente muito diurno", enquanto seu antecessor, Reputation (2017), soava com "toda a paisagem urbana, escurecido". Swift afirmou que tentou "não fazer o álbum com nenhuma expectativa"; ela começou a "escrever tanto" que "sabia imediatamente que [Lover] provavelmente seria mais longo" do que seus outros discos de estúdio. Lover apresenta 18 faixas, das quais três músicas foram compostas exclusivamente por Swift — "Lover", "Cornelia Street" e "Daylight".

## Estrutura musical e conteúdo lírico
Em entrevista para a rádio IHeartRadio, Swift relatou que escreveu "Daylight" após refletir sobre os últimos acontecimentos que inspiraram o álbum Reputation (2017). Em seu conteúdo lírico, Swift reflete sua jornada pessoal de autoconhecimento e transformação emocional, transmitindo uma mensagem de amor e superação, sugerindo um amadurecimento e aceitação das experiências vividas, como no trecho: "Eu tenho dormido há tanto tempo numa noite escura em vinte anos / E agora, eu vejo a luz do dia". Na ponte, o trecho "Uma vez eu acreditei que o amor era (vermelho vivo) / Mas é dourado / Como a luz do dia" faz uma referência ao seu quarto álbum de estúdio Red (2012), como uma metáfora para um período de ignorância ou sofrimento. A canção termina com um monólogo de Swift sobre autoaceitação e prosperidade: "Eu quero ser definida pelas coisas que amo / Não as coisas que odeio / Não as coisa que tenho medo, tenho medo / Não as coisas que me assombram no meio da noite / Eu só acho que você é o que você ama".

## Performances ao vivo
Swift cantou "Daylight" pela primeira vez no concerto único City of Lover em Paris em 9 de setembro de 2019. Swift executou uma versão simplificada da música, apoiando-se em um violão. Em 24 de junho de 2023, Swift cantou "Daylight" como uma "música surpresa" durante o concerto em Minneapolis, Minnesota, de sua sexta turnê como atração principal, a The Eras Tour (2023–2024).